# Републикански път III-7005
Републикански път IIІ-7005 е третокласен път, част от Републиканската пътна мрежа на България, преминаващ изцяло по територията на Шуменска област. Дължината му е 16 km.
Пътят се отклонява наляво при 77,2 km на Републикански път I-7 в западната част на село Изгрев и се насочва на изток през Лудогорието. Минава през село Тъкач и град Каолиново и в центъра на село Тодор Икономово се свързва Републикански път III-701 при неговия 17,7 km.
| Пътища, отклоняващи се надясно (населено място, № на пътя, посока на пътя) | km   | Пътища, отклоняващи се наляво (посока на пътя, № на пътя, населено място) |
| -------------------------------------------------------------------------- | ---- | ------------------------------------------------------------------------- |
| Община Венец, I-7, 77,2 km, с. Изгрев ←                                    | 0,0  | ← с. Изгрев, 77,2 km, I-7, Община Венец                                   |
| с. Изгрев                                                                  | 0,9  | → с. Изгрев, общински път (за с. Наум)                                    |
| Община Каолиново                                                           | 3,6  | Община Каолиново                                                          |
| (за с. Омарчево) общински път, с. Тъкач ←                                  | 4,8  | → с. Тъкач, общински път (за с. Наум)                                     |
| (до 115,2 km на I-2) III-7003, 4,8 km, гр. Каолиново ←                     | 11,4 | ← гр. Каолиново, 4,8 km, III-7003 (от с. Пристое)                         |
| (до гр. Нови пазар) III-701, 17,7 km, с. Тодор Икономово ←                 | 16,0 | ← с. Тодор Икономово, 17,7 km, III-701 (от 49,6 km на I-7)                |

Забележка